# Liparochrus dux
Liparochrus dux är en skalbaggsart som beskrevs av Gilbert John Arrow 1909. Liparochrus dux ingår i släktet Liparochrus och familjen Hybosoridae. Inga underarter finns listade i Catalogue of Life.